# Vista Hermosa (Chiapas)
Vista Hermosa es una localidad del estado mexicano de Chiapas. Es parte del municipio de Cintalapa.

## Demografía
| Gráfica de evolución demográfica |
|                                  |

| Censo | Población |
| ----- | --------- |
| 1940  | 141       |
| 1950  | 404       |
| 1960  | 769       |
| 1970  | 783       |
| 1980  | 608       |
| 1990  | 1 060     |
| 2000  | 1 060     |
| 2010  | 1 149     |
| 2020  | 1 151     |